# Eselsberg (Stromberg)
Der Eselsberg liegt im Naturpark Stromberg-Heuchelberg und ist mit einer Höhe von 392 m ü. NHN ein markanter Punkt im südlichen Stromberg. Er liegt bei Ensingen, einem Stadtteil der Großen Kreisstadt Vaihingen an der Enz im Landkreis Ludwigsburg. Auf diesem Bergsporn stand einst die Burg Eselsberg, 1925 abgelöst vom „Eselsburgturm“, der einen weiten Ausblick über die Gäulandschaft bietet.

## Geographie
Der durch Reliefumkehr entstandene Eselsberg ist Teil eines Stromberg-Ausläufers nördlich von Ensingen. Im nördlich und östlich des Bergsporns gelegenen Mettertal liegen die ebenfalls zu Vaihingen zählenden Orte Gündelbach und Horrheim, im Süden Kleinglattbach und gut vier Kilometer entfernt die Kernstadt Vaihingen.
Die Südabdachung des Eselsbergs hat der Glattbach oder „Brünnelesbach“ herausgearbeitet. Die sonnenexponierten Hänge über Ensingen waren früher schon komplett dem Weinbau vorbehalten. Die Weinbergterrassen wurden im 20. Jahrhundert für den intensiven Anbau rebflurbereinigt. Überraschend groß ist das Burgrain genannte Areal der Burg Eselsberg, das 1832 noch mit 50 Grenzsteinen ausgemarkt war und an den Zugängen starke Einkerbungen aufwies (siehe Flurkartenausschnitt). Vermeintlich vorgeschichtliche Wall-und-Graben-Funde in diesem Areal sind deshalb eher als Bestandteil der Burganlage einzuordnen, wie auch schon Karl Eduard Paulus in der Oberamtsbeschreibung von 1856 festgestellt hat.
Rund 2,5 Kilometer westlich vom Burgstall markierte der wie die benachbarte Höhe benannte „Schreckstein“ die württembergisch-badische Grenze und trennte einst vier Ortsmarkungen. Im Nordwesten dehnt sich die von der kreiseigenen Abfallverwertungsgesellschaft Ludwigsburg (AVL) betriebene Deponie Burghof mit einem Recycling-Hof aus. An der Nordost- und Ostabdachung verweisen die Flurnamen Alte und Neue Guckenhausen auf zwei zeitlich nicht eingeordnete Wüstungen, weshalb unklar ist, ob sie mit der Burg zusammenhängen. Ansonsten sind die Nordostabdachung und die Hochfläche weitgehend bewaldet und zählen zum Großen Fleckenwald, der auch den Forst auf dem jenseits der Metter rund 80 Meter höher aufragenden „Baiselsberg“ einschließt.

## Legenden
Der Baiselsberg hieß früher „Böselsberg“, was fast wie Eselsberg klingt und die Vermutung nahelegt, dass diese dominanten Bergsporne etymologisch verwandte Wurzeln haben. Die von Johann Ulrich Steinhofer 1746 vermittelte Überlieferung, dass der Name des Eselsbergs davon herrühre, dass man früher oft Eselsmist auf den Berg gefahren habe, erscheint jedenfalls nicht schlüssiger und eher konstruiert.

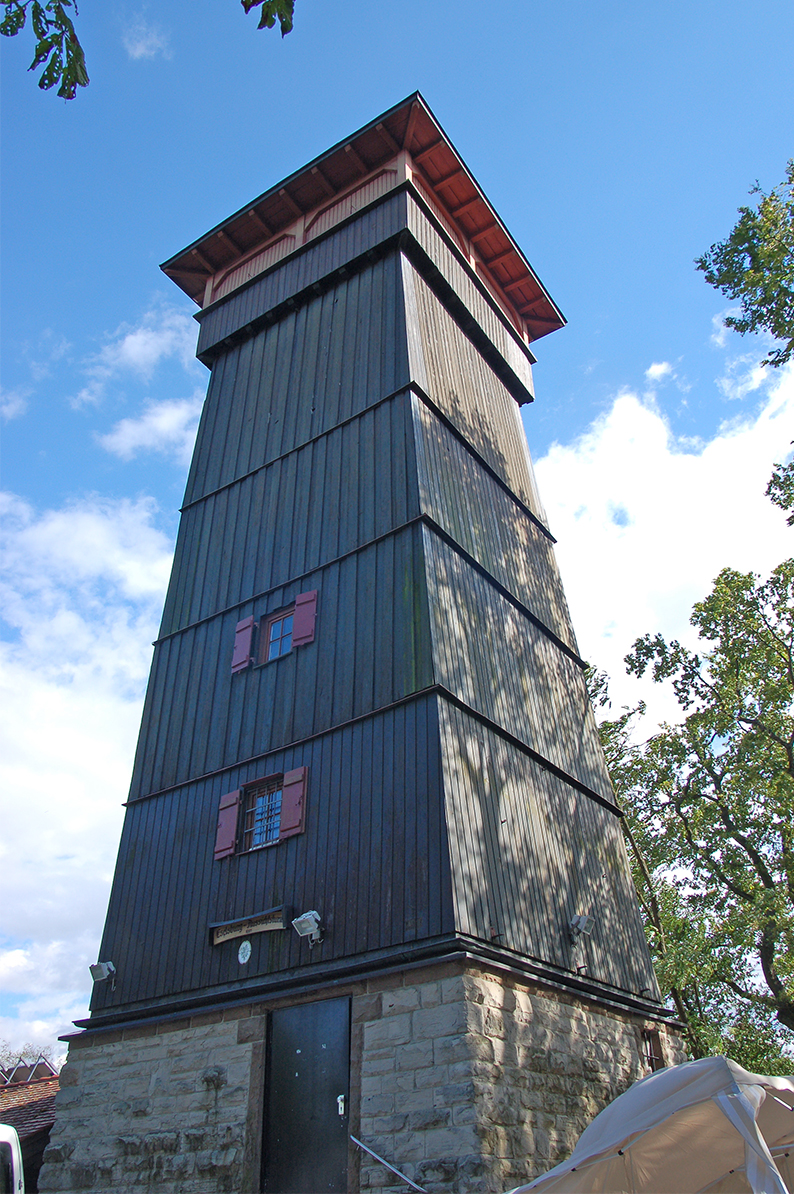
Aussichtsturm von 1925 inmitten des Burgstalls

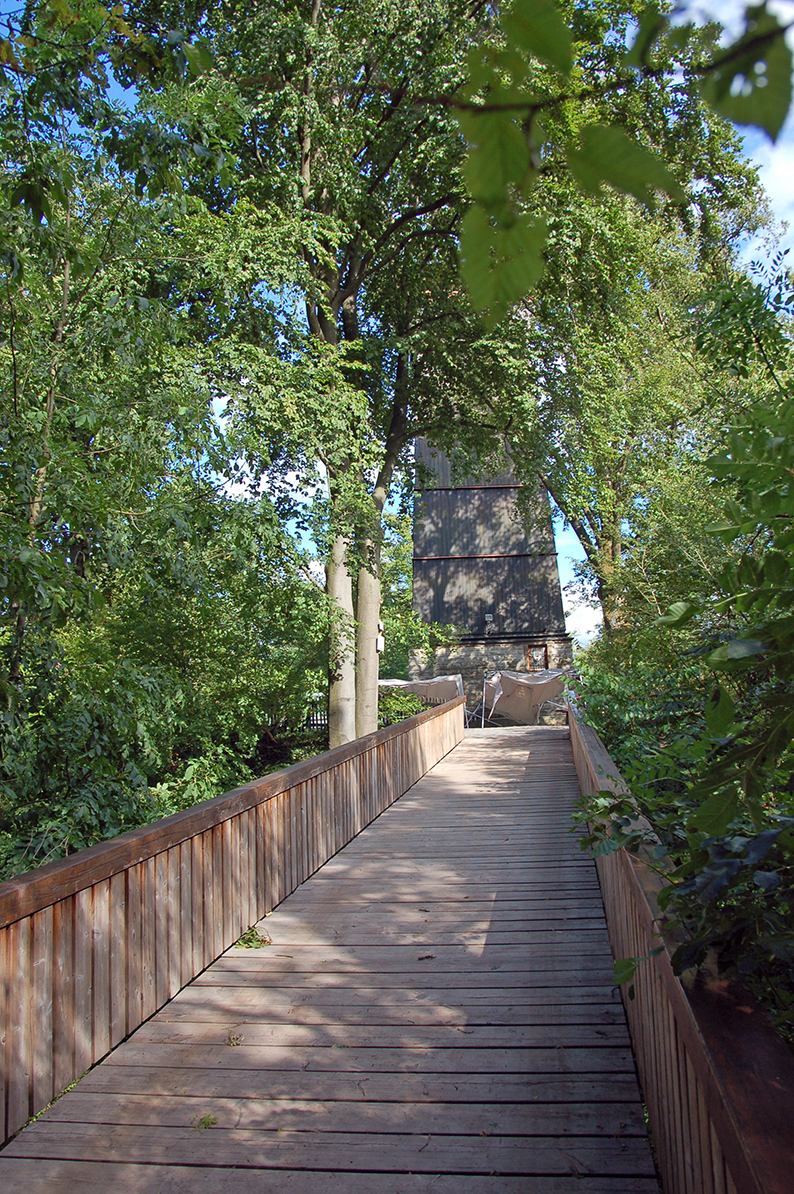
Brücke über den Halsgraben der Eselsburg

Weitere Legenden um den Berg liefert die Oberamtsbeschreibung von Karl Eduard Paulus: So vom „Schanzritter“ der „den Kopf unter dem Arm tragend, von der Burg in das Dorf Ensingen reitet“. Außerdem blieb am ehemaligen Burgvogt Wolf von Wunnenstein haften, dass dieser „wilde Jäger“ in der Christnacht „von der Eselsburg bis nach dem Wunnenstein und von da wieder zurück unter fürchterlichem Getöse, Hundegebell etc. seinen Zug“ habe.
Jüngere Spekulationen, dass die im Umfeld der Burg zu findenden Reste von Wällen und Gräben Teile einer vorgeschichtlichen Festung seien, zieht nicht nur Rüdiger Krause in Zweifel. Paulus entzog ihnen bereits die Grundlage, als er die seinerzeit (um 1855) noch weit häufiger zu findenden Relikte von Wällen und Gräben außerhalb des Burgstalls eindeutig der Burg zuordnete, die eine große Vorburg und Mauern bis nach Ensingen gehabt habe. Seine Beschreibung erinnert an die erhaltenen Anlagen der Vaihinger Burg um Schloss Kaltenstein.

## Ausflugsziel
Vom Parkplatz beim Ensinger Friedhof führt ein etwa zwei Kilometer langer Wanderweg durch Weinberge und Wald zum Burgstall der 1188 erstmals erwähnten Burg Eselsberg, heute oft verkürzt „Eselsburg“ genannt, die vom 11. bis 14. Jahrhundert den Herren von Eselsberg und den Grafen von Vaihingen als Stammsitz diente.
Was von der Ruine bis ins 20. Jahrhundert erhalten blieb, wurde um 1925 weitgehend eingeebnet. Übrig blieben einige Wallrelikte und der große Halsgraben, den heute eine Holzbrücke überspannt. Inmitten des Burgstalls hat die Ortsgruppe Ensingen des Schwäbischen Albvereins 1925 einen rund 18 Meter hohen Aussichtsturm aus Holz erstellt. Außerdem wird der planierte Burgstall von einer Schutzhütte, einem Kinderspielplatz, einer Grillstelle und einem Biergarten überprägt. Sonn- und feiertags wird der Turm geöffnet und der Biergarten bewirtschaftet.
Der „Eselsburgturm“ bietet von seiner überdachten Plattform einen weiten Rundblick von den Löwensteiner Bergen im Nordosten über den Schwäbischen Wald, die Schwäbische Alb und den Nordschwarzwald bis zum Schlossberg bei Karlsruhe-Durlach im Westen. Davor zeichnen sich der Asperg, die Solitude, der Engelberg und das nahe Schloss Kaltenstein über Vaihingen schärfer ab. Gegen Norden beschränkt der benachbarte Höhenzug des Baiselsbergs und Wachtkopfs den Horizont.

## Literatur

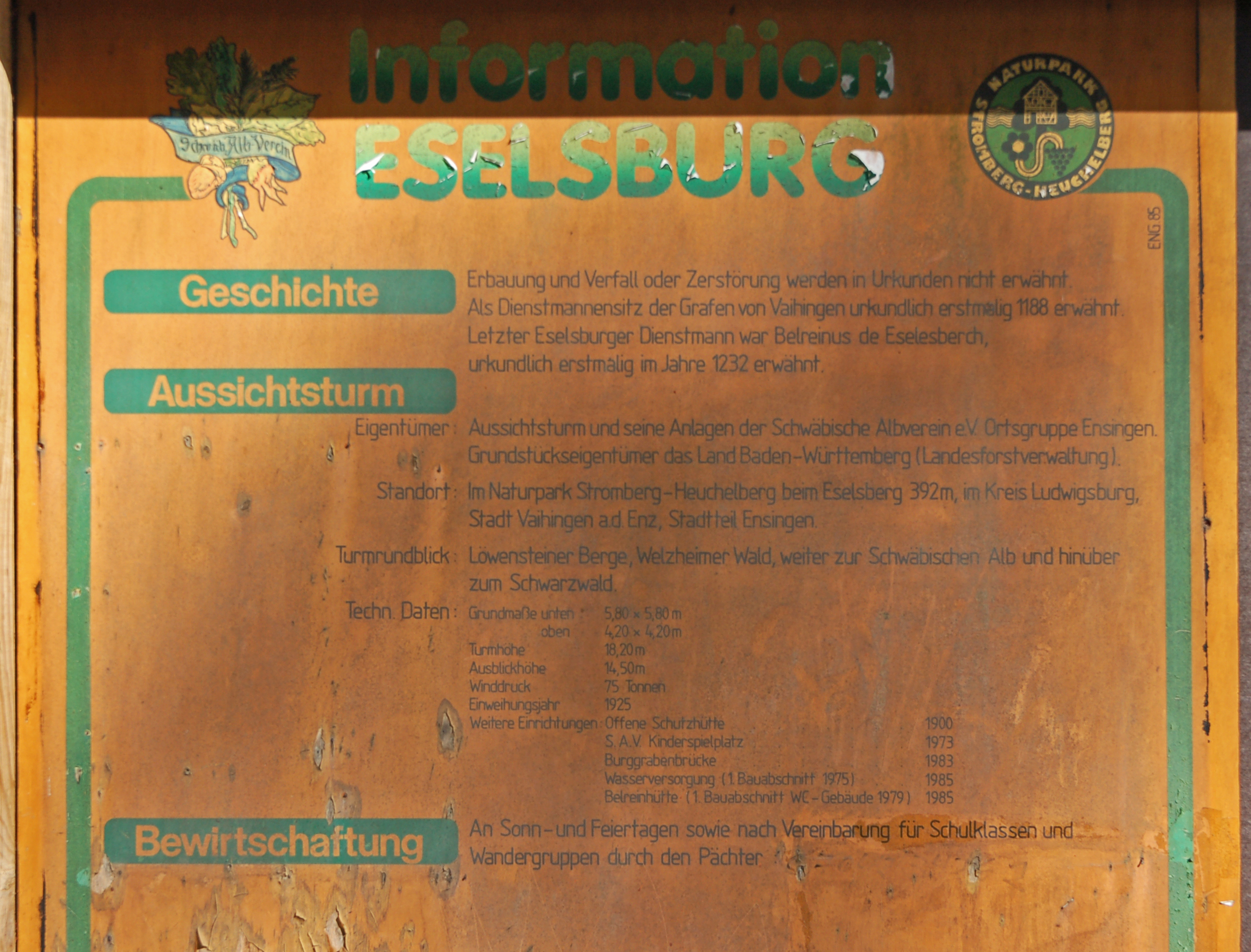
Infotafel auf dem Burgstall